# Fritz Wiene
Fritz Wiene (* 4. September 1916; † Februar 2003) war ein deutscher Boxmanager und -veranstalter.

## Leben
Wiene, der beim Box-Club Elberfeld als Weltergewichtler selbst geboxt hatte, war Pelzhändler und richtete Boxveranstaltungen aus. In Hamburg nutzte er dafür oft die Ernst-Merck-Halle. Der schwergewichtige Wiene, der zeitweise 170 Kilogramm wog, setzte bei seinen Veranstaltungen zur Begleitung der Kämpfe auf unterhaltende Elemente. Laut Nachrichtenmagazin Der Spiegel wechselten sich bei Wiene „Mannequins und Boxer im Ring ab“. Er lockte mit seinen Veranstaltungen prominente Zuschauer wie im Dezember 1960 Gustaf Gründgens, Freddy Quinn und Heinz Reincke an. Zudem wird ihm die Erfindung des Dinnerboxens zugeschrieben, einer Abendveranstaltung mit Boxkämpfen bei gleichzeitiger Verköstigung der Zuschauer. Laut Sportinformationsdienst war Wiene „ein Vorkämpfer der Vermarktung des Profiboxens“, das Hamburger Abendblatt nannte ihn einen „Meister der Reklame“. Dieselbe Zeitung beschrieb die Geschäftstüchtigkeit Wienes anlässlich dessen Versuchs, seinem Kämpfer Jürgen Blin Kämpfe in den Vereinigten Staaten zu verschaffen, im Mai 1971 mit den Worten: „Ohne Zweifel wird der clevere ‚dicke Fritz‘ in den nächsten Tagen und Wochen seine Fäden spinnen.“ Wiene brachte sich als Funktionär in die Arbeit des Verbandes der Faustkämpfer (VdF) ein, der in der zweiten Hälfte der 1970er Jahre als Gegenverband zum unter der Leitung seines Widersachers Theo Wittenbrink stehenden Bundes deutscher Berufsboxer (BdB) neugegründet wurde. Wiene war stellvertretender VdF-Vorsitzender, im November 1978 übernahm er den Vorsitz des Verbands und verlegte die VdF-Geschäftsstelle von Berlin nach Hamburg. Wiene hielt den Verband trotz des Niedergangs des deutschen Berufsboxen Ende der 1970er und Anfang der 1980er Jahre am Leben, führte den VdF als „Ein-Mann-Betrieb“ (Hamburger Abendblatt; 17. März 1982). Im Oktober 1982 löste Wiene den VdF auf und versöhnte sich mit dem BdB.
Der Boxjournalist Bertram Job schrieb in seinem Buch Gebrauchsanweisung fürs Boxen, Wiene habe „die deutsche Szene von der Nachkriegszeit bis in die 1970er hinein aus Hamburg heraus maßgeblich geprägt“. Er führte 187 Boxveranstaltungen durch und betreute als Manager insgesamt 32 Berufsboxer. Zu seinen bekanntesten Boxern gehörten neben Jürgen Blin Hans-Werner Wohlers, Albert Westphal und der Argentinier Gregorio Peralta. Wiene verfuhr laut eigener Aussage nach dem Motto: „Ich war immer auf Geld aus, aber meine Leute sollten auch verdienen.“ Seinem Schützling Blin verschaffte er Ende Dezember 1971 die Möglichkeit, in Zürich gegen Muhammad Ali zu boxen. Wiene bot vor dem Kampf erfolgreich dem Ali-Lager die Stirn, als er durchsetzte, das Duell nach europäischen Regeln auszutragen und einen Schweizer anstatt eines von Ali bevorzugten Briten als Ringrichter einzusetzen. Nachdem Blin im Oktober 1972 seinen Europameistertitel verloren hatte, gab Wiene seinen Rückzug aus dem Boxsport bekannt, setzte diese Ankündigung aber vorerst nicht um, auch da ihm eigener Angabe nach Max Schmeling gesagt habe, dass der deutsche Boxsport Wiene noch brauche. 1979 lehnte er es ab, den erfolgreichen Bundesliga-Boxer David Attan bei dessen Einstieg in den Profibereich als Manager zu betreuen, da der Berufsboxsport laut Wiene in Deutschland keine Zukunft habe. Er verantwortete 187 Boxveranstaltungen, er betreute insgesamt 32 Berufsboxer. Neben dem Boxsport führte Wiene weitere Veranstaltungen durch, unter anderem mit dem Motorrad-Artisten Jürgen Baumgarten.
Sein Pelzgeschäft auf dem Steindamm übergab er 1986 an seine Kinder Marion und Dieter.